# Parque nacional Monte Archer
Monte Archer es un parque nacional en Queensland (Australia), ubicado a 522 km al noroeste de Brisbane. Se encuentra en las cercanías de la ciudad de Rockhampton donde se inicia la parte tropical de Queensland.
Levantándose a partir de los suburbios del este de Rockhampton el parque ofrece hermosas vistas de la ciudad y escenarios de gran belleza donde conviven en forma natural flora y fauna autóctona. La vegetación está principalmente compuesta por bosques abiertos de eucaliptos con claros de pastos de tipo vine scrub.
Existe una vía que conduce hasta la cima con algunos accesos de marcha sobre pasto y escalada de rocas. Muchos visitantes visitan el parque para presenciar el atardecer desde la planicie Parque Frazer a 604 metros de altura en el Monte Archer.